# Great America PAC
Great America PAC es un súper PAC que apoyó a Donald Trump en las elecciones presidenciales de 2016. Fue fundado en 2016 por Eric Beach, estratega político y veterano de campañas presidenciales. Beach pronto incorporó a Ed Rollins, consultor y estratega republicano de campaña durante mucho tiempo que se desempeñó como director de campaña para la campaña presidencial de Ronald Reagan en 1984.
El PAC continuó en funcionamiento después de que Trump fuera elegido en 2016. Recaudó $11.1 millones entre 2017 y mediados de 2019, a pesar de haber sido condenado por la campaña presidencial de Trump de 2020 porque el PAC no tiene conexión oficial con la campaña.

## Liderazgo
El grupo fue fundado por Bill Dodderidge (fundador de The Jewelry Exchange) y Amy Kremer, exactivista del Tea Party. Dan Backer, un abogado conservador, es el tesorero.
El PAC está dirigido por los copresidentes Eric L. Beach y Ed Rollins. El ex-SEAL de la Armada de los Estados Unidos y partidario de Trump, Carl Higbie, fue contratado para servir como portavoz del PAC y desde entonces ha sido destituido de ese puesto. El «PAC híbrido/súper PAC» gastó $26,6 millones durante el ciclo electoral de 2016. Su mayor contribuyente en 2016 fue Isaac Perlmutter, presidente y exdirector ejecutivo de Marvel Entertainment, quien aportó 5 millones de dólares. El empresario de Houston, Robert McNair, propietario del equipo de fútbol americano Houston Texans, entregó al PAC $2 millones. Andy Surabian fue asesor sénior de GAA a finales de 2017.

## Recaudación de fondos y gastos de la campaña

### 2016
En junio de 2016, el PAC lanzó su primer anuncio titulado «Enemies» con Higbie. En el anuncio Higbie dice: «La tragedia de Orlando es un claro recordatorio de que el enemigo y el campo de batalla se están trasladando aquí a nuestras costas. Únase a millones de militares en servicio activo y veteranos como yo que apoyan a Donald Trump». Great America PAC gastó $ 700 000 en el anuncio.
En julio de 2016, el PAC lanzó su segundo anuncio titulado «The Difference» con Dorothy Woods, la viuda de Tyrone Woods, un ex-SEAL y uno de los cuatro estadounidenses asesinados en el asalto al consulado estadounidense en Bengasi de 2012. En el anuncio, Woods dice que su marido era un «feroz patriota». Woods continúa diciendo: «Fue asesinado durante el ataque en Bengasi mientras salvaba vidas estadounidenses a cargo de nuestro Departamento de Estado», y que «cuando el Congreso cuestionó a Hillary Clinton sobre quién era el culpable del ataque, su respuesta fue una vergüenza». Great America PAC gastó dos millones de dólares para producir el anuncio.
En julio de 2016, el PAC lanzó su tercer anuncio titulado «Leadership» con el exalcalde de la ciudad de Nueva York, Rudy Giuliani.

### 2017-2019
El PAC, que dice que es el «aliado independiente más fuerte y activo» de Trump, recaudó $11,1 millones entre 2017 y mediados de 2019 e informó haber gastado $4,5 millones en anuncios que apoyan a Trump y sus aliados desde la elección del presidente, según documentos presentados ante la Comisión Federal de Elecciones. Pero una firma independiente de seguimiento de anuncios de televisión, Advertising Analytics, dijo que sus datos mostraban solo menos de 0,4 millones de dólares gastados entre enero de 2017 y diciembre de 2019.

## Great America Alliance
En diciembre de 2016, Great America PAC anunció la formación de una nueva rama llamada Great America Alliance, que describió como una organización de investigación y defensa de problemas cuya misión era apoyar la «Agenda Trump» defendiendo «una economía más fuerte, una nación más segura y una sociedad con menos intrusión gubernamental y más libertad para los ciudadanos estadounidenses». La Great America Alliance está copresidida por Eric L. Beach. Tomi Lahren se unió a la organización como asesora principal en mayo de 2017.
En junio de 2017, durante el período en que el exdirector del ex-director del FBI, James Comey entregó tres horas de testimonio bajo juramento ante el Comité de Inteligencia del Senado sobre su destitución como director del FBI por parte de Trump y los muchos vínculos sospechosos entre asociados de Trump y funcionarios y espías rusos, Great America Alliance gastó $400 000 en una campaña publicitaria en Internet y televisión que criticaba a Comey, llamándolo «otro miembro de D. C. solo [interesado] por sí mismo», y diciendo que «puso la política por encima de proteger a Estados Unidos» incluso cuando «los ataques terroristas iban en aumento». En julio de 2017, Great America Alliance presentó a Lahren en un anuncio dirigido a los «copos de nieve» liberales.
Great America Alliance pagó $ 2.7 millones a consultores en 2017 y 2018, según los formularios de impuestos presentados ante el IRS, lo que representa casi la mitad de los gastos operativos totales del grupo. En 2017, se pagó casi un millón de dólares a Frontline Strategies, una firma de asuntos públicos y relaciones gubernamentales registrada en California por Beach, por «servicios de gestión».